# Lövő
Lövő (em croata: Livir) é um município da Hungria, situado no condado de Győr-Moson-Sopron. Tem 17,47 km² de área e sua população em 2015 foi estimada em 1.403 habitantes.